# Chironomus agilis
Chironomus agilis är en tvåvingeart som beskrevs av Schobanov och Djomin 1988. Chironomus agilis ingår i släktet Chironomus och familjen fjädermyggor. Arten har ej påträffats i Sverige. Inga underarter finns listade i Catalogue of Life.